# Xiphidium
Xiphidium là một chi thực vật có hoa thân thảo trong họ Haemodoraceae.
Chi này được mô tả lần đầu tiên năm 1775. Nó là bản địa khu vực nhiệt đới Tây bán cầu.

## Các loài[4]
- Xiphidium caeruleum Aubl., 1775 - Mexico (Veracruz, Oaxaca, Chiapas, Tabasco, Puebla, Yucatán), Trung Mỹ (cả 7 quốc gia), Tây Ấn, Nam Mỹ (Colombia, Venezuela, Brasil (Acre, Amazonas, Roraima, Pará, Maranhão, Amapá), Guyana, Suriname, Guiana thuộc Pháp, Ecuador, Peru, Bolivia)
- Xiphidium xanthorrhizon C.Wright ex Griseb., 1866 - Tây Cuba, gồm cả Isla de la Juventud (trước đây là Isla de Pinos).